# 隐性单亲
隐性单亲，又称“假性单亲”、“事实性单亲”，是指父母一方在孩子成长和教育过程中，在家庭角色中的事实性缺席。比如父母中的一方长期在外（经商、工作等），或父母均在子女身边，但缺少甚或没有父母一方的情感支持（早出晚归，子女很难见到，无语言交流等）。“隐性单亲”家庭是造成孩子不自信的一个重要原因，对孩子的性格发育有一定程度的不良影响。

## 资料来源
1. ↑  . 2011年8月.